# Казанський метрополітен
Казанський метрополітен (рос. Казанский метрополитен, тат. Казан метросы) — система ліній метрополітену в Казані (Росія, Татарстан).
Був відкритий 27 серпня 2005 до свята тисячоліття Казані і став першим метрополітеном у Росії, побудованим після розпаду СРСР, — через 14 років після відкритого в 1991 метрополітену в Свердловську (нині Єкатеринбург). Казанський метрополітен став сьомим за рахунком в РФ і п'ятнадцятим в СНД.

## Історія
Перші проєкти Казанського метрополітену з'явилися ще в 1930-х роках. Проте їх здійсненню, як і здійсненню багатьох інших проєктів, перешкодила німецько-радянська війна. Про проєкт метрополітену знову згадали в 1960-ті роки, коли почалося масове будівництво житлових будинків. У 1979 році в Казані народився мільйонний мешканець. Саме з цього року претензії керівництва країни до тодішньої ТАРСР з приводу метро стали більш-менш обґрунтованими, тому що метрополітени в СРСР будувалися тільки в містах-мільйонниках.
Однак справжня підготовка до будівництва розпочалася лише в 1983 році. Маршрут першої лінії залишився практично незмінним з тих часів. Метою цього маршруту було з'єднати спальні райони Гірок на південному сході з центром і північною промисловою зоною міста, на шляху з'єднавши не менш населені Московський і Авіабудівний райони. В 1988 році почалися перші роботи з будівництва. Проте після подій 1991 року про метрополітен в Казані просто забули.
В 1995 році Казань не розглядалася Урядом РФ як місто, в якому варто будувати метро. В Уряді Росії був створений список міст, де незабаром планувалося розпочати або продовжити будівництво метрополітену, Казані в цьому списку не виявилося. Але уряд Татарстану і мерія Казані звернулися до Москви з проханням, щоб Казань теж була позначена в списку міст, в яких планується будівництво метрополітену.

### Будівництво
Рішення про будівництво Казанського метрополітену було прийнято президентом Росії Борисом Єльциним у 1996 році, фінансування ж цього будівництва розпочалося в 1997 році.
Будівництво метро розпочалося 27 серпня 1997 року. Підземна проходка тунелів велася з травня 2000 року за допомогою тунелепрохідницьких комплексів (ТВК) та щитів. На першій пусковій ділянці найактивніші будівельні роботи проводилися в 2003—2005 роках із залученням організацій інших міст з використанням восьми ТПК одночасно. Станції споруджувалися відкритим способом. Власним казанським будівельним підприємством є муніципальне унітарне підприємство (МУП) «Казметробуд». Генеральний проєктувальник — Інститут «Казгромадпроект», за субпідряду залучається Інститут «Ленметрогіпротранс».

## Експлуатація
Казанський метрополітен був урочисто відкритий 27 серпня 2005 року. Першими його пасажирами стали президент Російської Федерації Володимир Путін, президент Казахстану Нурсултан Назарбаєв і президент Татарстану Мінтімєр Шаймієв. Журналісти відзначили певну скутість особливих гостей, які зазвичай цим видом транспорту не користуються. Вже за дві години після проходу потягу з високими гостями метрополітен був відкритий для загального користування.
Річний обсяг перевезень першої черги метро оцінюється фахівцями в 11 млн пасажирів. Передбачається довести частку метрополітену в загальній масі пасажирських перевезень до 60 %.

## Система
Експлуатаційна довжина першої лінії становить — 16,9 км. На лінії розташовано 11 станцій: «Проспект Перемоги» (тат. Җиңү проспекты), «Гірки» (тат. Горки), «Аметьєво» (тат. Әмәт), «Суконна слобода» (тат. Сукно бистәсе), «Майдан Габдулли Тукая » (тат. Габдулла Тукай Мәйданы), «Кремлівська» (тат. Кремль). У систему об'єктів метрополітену входять також електродепо та інженерний корпус. Проєктувальники Казанського метрополітену брали до уваги не тільки безпеку пасажирів, а й намагалися зробити його найбільш комфортним і зручним для всіх людей, в першу чергу, для інвалідів. Спеціально для цього всі входи станцій обладнані інвалідними пандусами. Максимальна глибина тунелю — 32 метри на перегоні «Тукая — Кремлівська», в інших місцях — від 16 до 12 метрів.
Загальний час руху по лінії становить близько 24 хвилин, інтервал руху у годину пік 6 хвилин. Метрополітен працює з 6:00 до 0:00. З 18 квітня 2016 року вартість однієї поїздки становить 25 рублів. Використовуються одноденні смарт-жетони і смарт-картки на кілька поїздок (у тому числі як місячні проїзні). Діють єдині соціальні проїзні. У метрополітені оголошення озвучують двома мовами — татарською та російською. Значну роль в оснащенні Казанського метрополітену відіграють системи інтелектуальної інженерії. Безпека руху пасажирів організована за допомогою засобів відеоспостереження, охоронної системи сигналізації та контролю доступу, протипожежної системи, а також особливого комплексу виявлення вибухових і наркотичних речовин.
Експлуатаційним підприємством є (МУП) «Метроелектротранс» (включаючи колишній МУП «Казанський метрополітен МУПКазанський метрополітен»).

### Лінії
|  |

|  |

|  |  |  |

|  |

|  |

|  |

|  |

|  |  |  |

|  |

|  |

|  |

|  |

|  |  |  |

|  |  |  |

|  |

|  |

|  |

|  |

|  |

|  |

|  |

|  |  |  |

|  |

|  |

|  |

|  |

|  |  |  |

|  |

|  |

|  |

|  |

|  |  |  |

|  |  |  |

|  |

|  |

|  |

|  |

|  |

|  |

|  |

|  |  |  |

|  |

|  |

|  |

|  |

|  |  |  |

|  |

|  |

|  |

|  |

|  |  |  |

|  |  |  |

|  |

|  |

|  |

|  |

|  |

|  |

|  |

|  |  |  |

|  |

|  |

|  |

|  |

|  |  |  |

|  |

|  |

|  |

|  |

|  |  |  |

|  |  |  |

|  |

|  |

|  |

|  |

|  |

|  |  |

|  |  |

|  |  |

|  |  |

|  |  |

|  |  |

|  |  |

|  |  |

|  |  |

|  |  |

|  |  |

|  |  |

|  |  |

|  |  |

|  |  |

|  |  |

|  |  |

|  |  |

|  |  |

|  |  |

|  |  |

|  |  |

|  |  |

|  |  |

|  |  |

|  |  |

|  |  |

|  |  |

|  |  |

|  |  |

|  |  |

|  |  |

|  |  |

|  |  |

|  |  |

|  |  |

|  |  |

|  |  |

|  |  |

|  |  |

|  |  |

|  |  |

|  |  |

|  |  |

|  |  |

|  |  |

|  |  |

|  |  |

|  |  |

|  |  |

|  |  |

|  |  |

|  |  |

|  |  |

|  |  |

|  |  |

|  |  |

|  |  |

|  |  |

|  |  |

|  |  |

|  |  |

|  |  |

|  |  |

|  |  |

|  |  |

|  |  |

|  |  |

|  |  |

|  |  |

|  |  |

|  |  |

|  |  |

|  |  |

|  |  |

|  |  |

|  |  |

|  |  |

|  |  |

|  |  |

|  |  |

|  |  |

|  |  |

|  |  |

|  |  |

|  |  |

|  |  |

|  |  |

|  |  |

|  |  |

|  |  |

|  |  |

|  |  |

|  |  |

|  |  |

|  |  |

|  |  |

|  |  |

|  |  |

|  |  |

|  |  |

|  |  |

|  |  |

|  |  |

|  |  |

|  |  |

|  |  |

|  |  |

|  |  |

|  |  |

|  |  |

|  |  |

|  |  |

|  |  |

|  |  |

|  |  |

|  |  |

|  |  |

|  |  |

|  |  |

|  |  |

|  |  |

|  |  |

|  |  |

|  |  |

|  |  |

|  |  |

|  |  |

|  |  |

|  |  |

|  |  |

|  |  |

|  |  |

|  |  |

|  |  |

|  |  |

|  |  |

|  |  |

|  |  |

|  |  |

|  |  |

|  |  |

|  |  |

|  |  |

|  |  |

|  |  |

|  |  |

|  |  |

|  |  |

|  |  |

|  |  |

|  |  |

### Станції
Станція «Аметьєво» — наземна, розташована на метромосту і має перехід на однойменну залізничну платформу для приміських електропоїздів. Решта станцій — підземні, мілкого залягання. За архітектурою станції «Гірки» і «Кремлівська» — односклепінні, «Аметьєво», «Суконна слобода», «Майдан Тукая», «Проспект Перемоги» — колонні. Всі станції мають по два вестибюлі з виходами до міста і так острівні платформи.

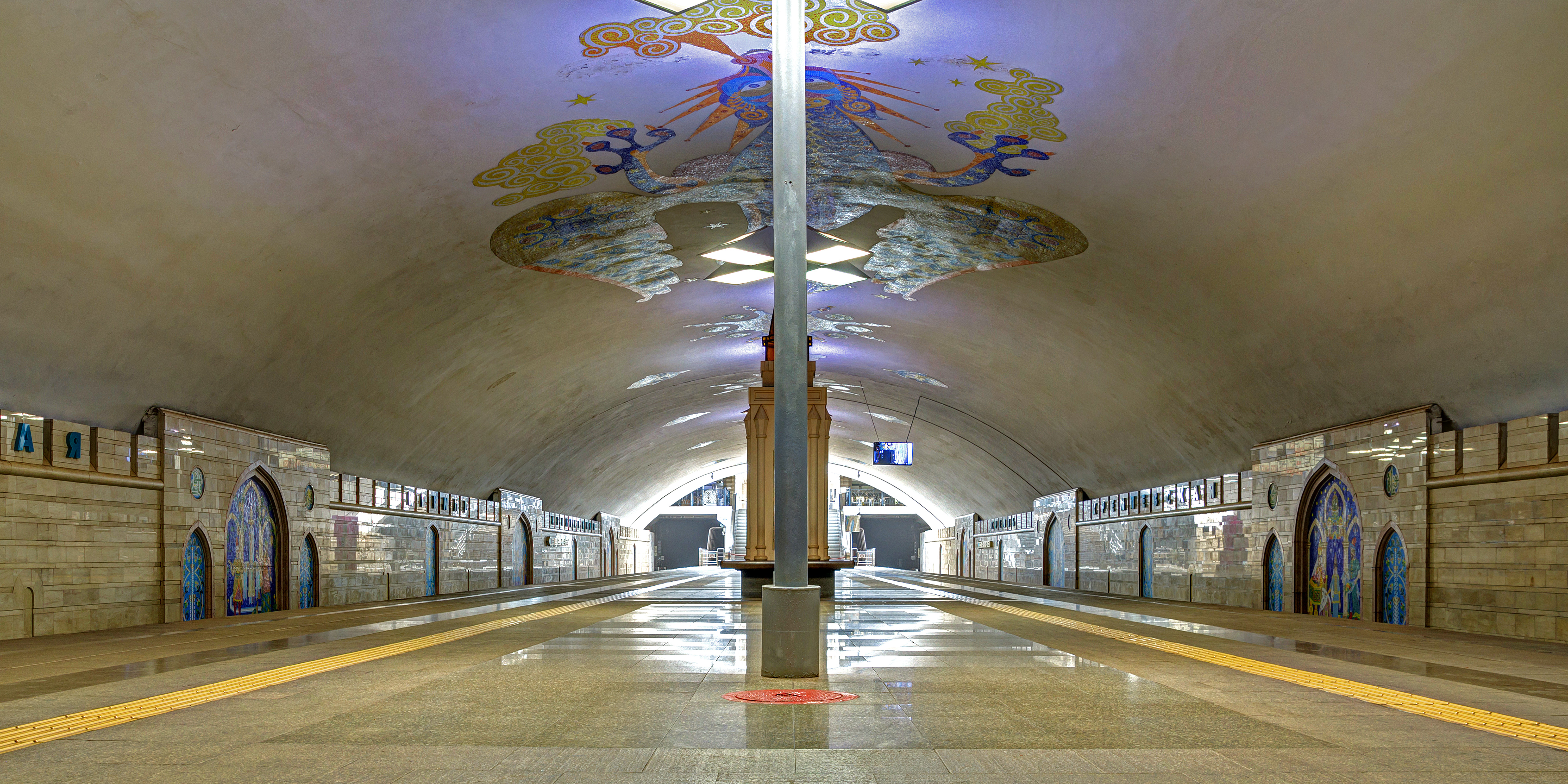
Станція «Кремлівська»
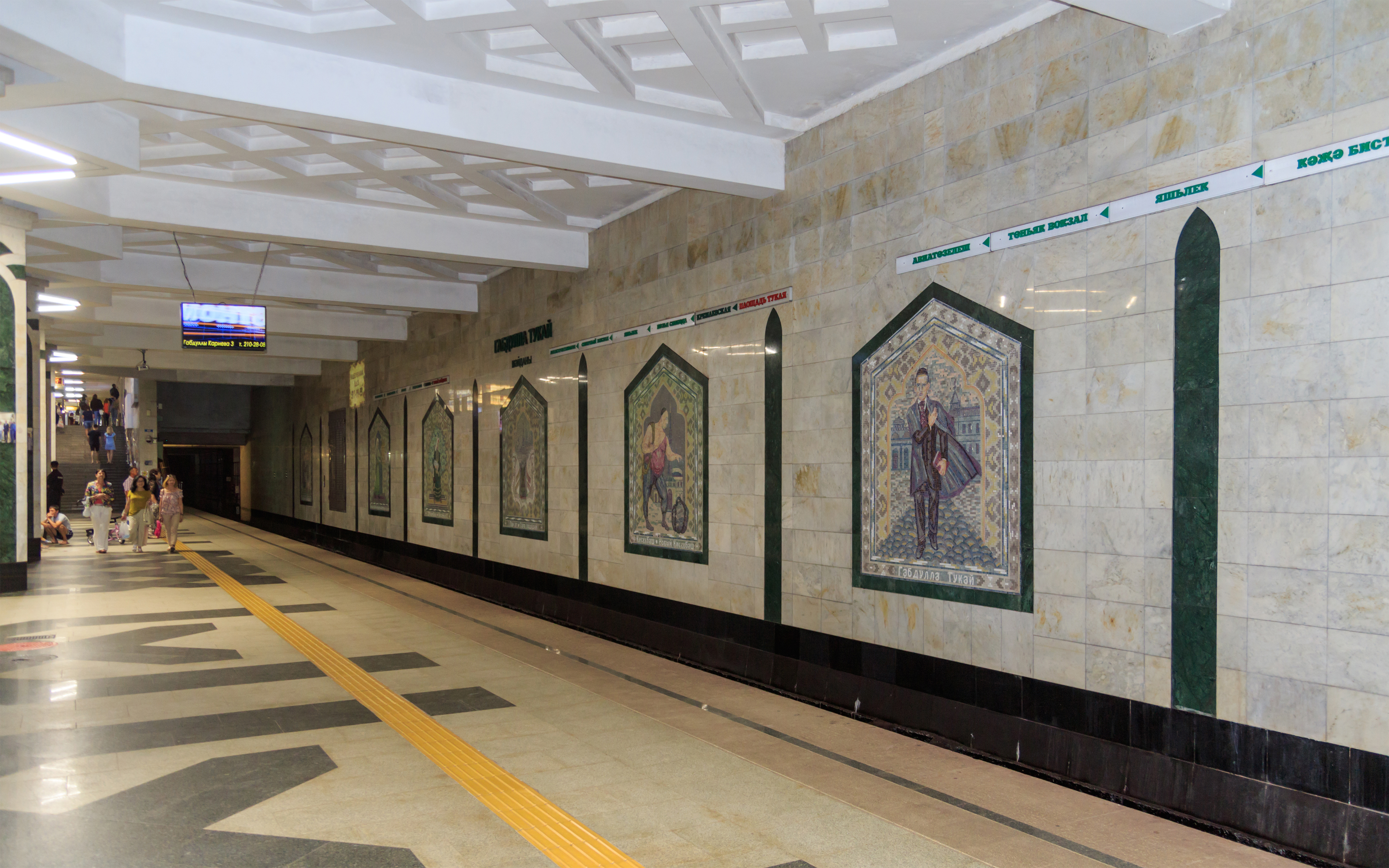
Станція «Майдан Тукая»
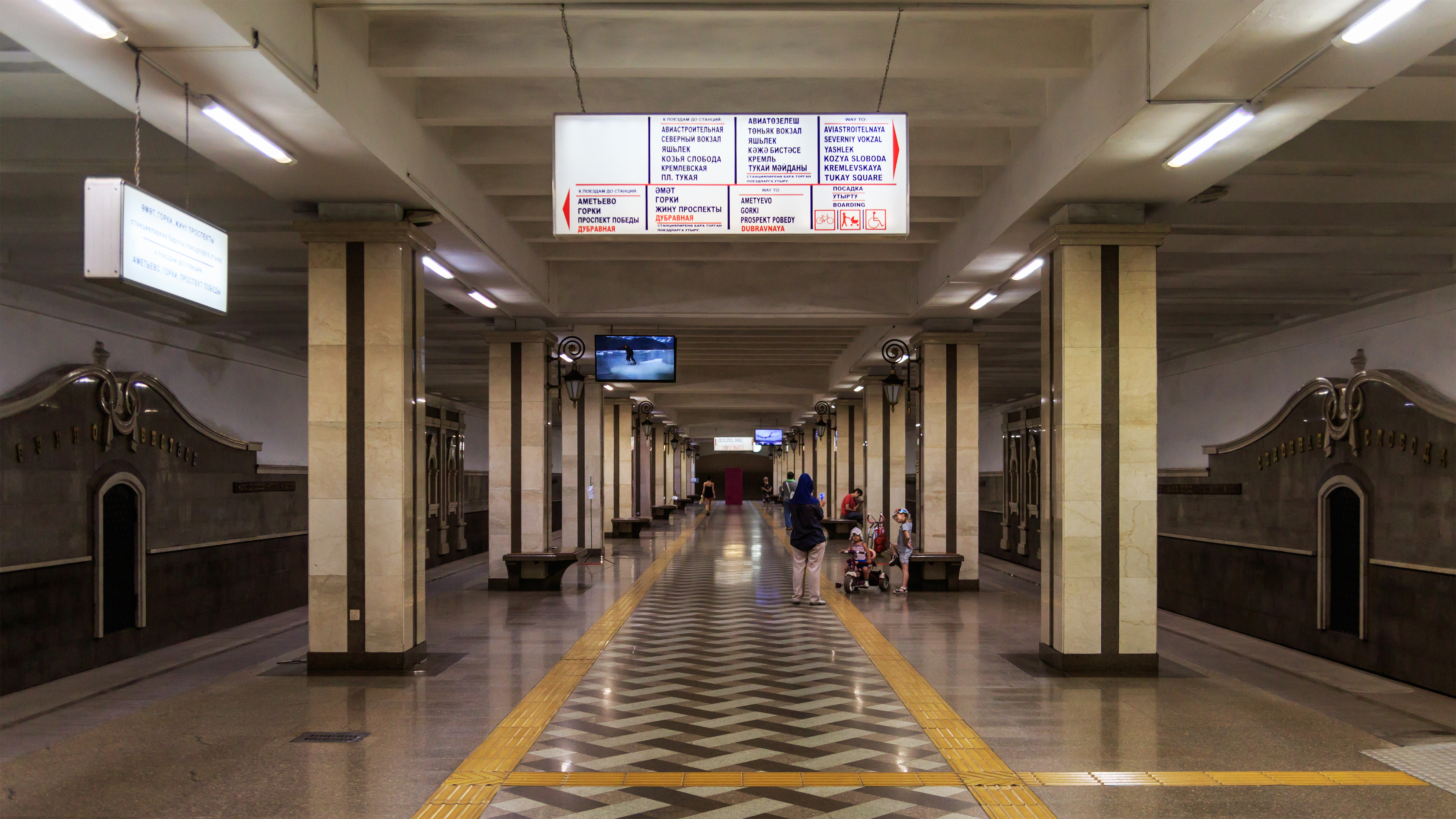
Станція «Суконна слобода»
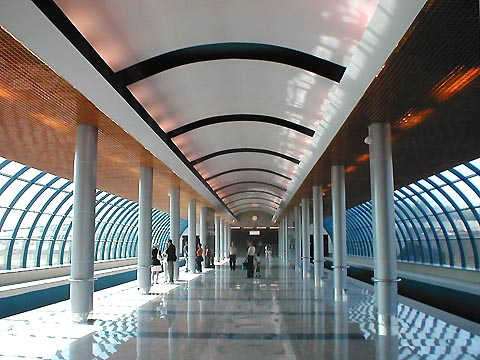
Станція «Аметьєво»

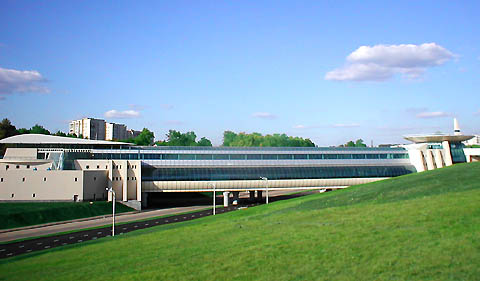
Станція «Аметьєво» зовні
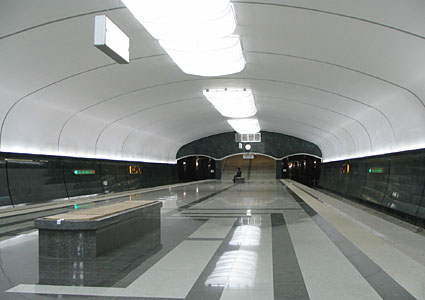
Станція «Гірки»
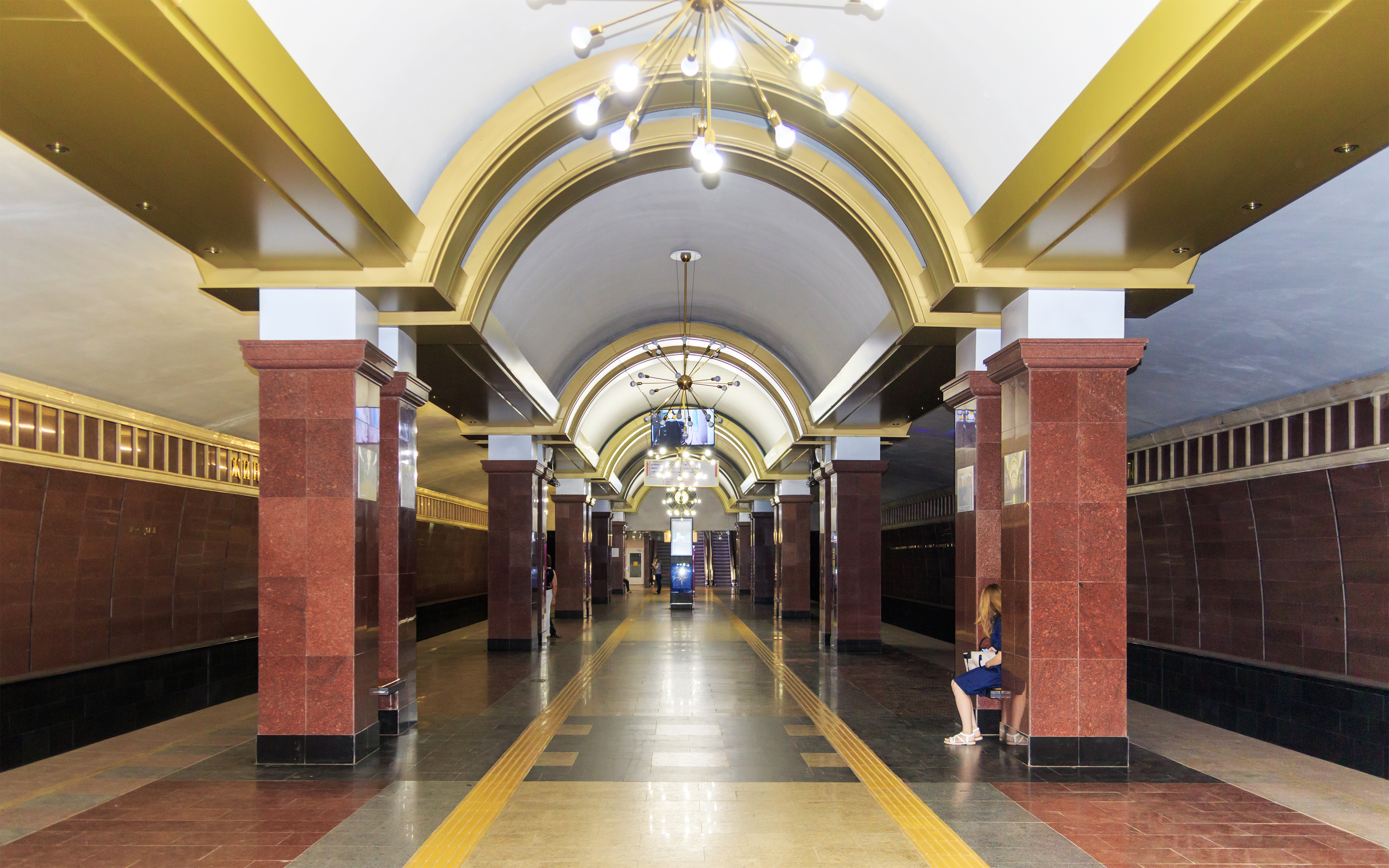
Станція «Проспект Перемоги»

### Рухомий склад
Казанський метрополітен використовує сучасний російський рухомий склад. Всі метровагони в Казані оснащені асинхронним тяговим приводом, який дозволяє підвищити надійність і забезпечити економію електроенергії.

#### Метровагони «Казань»

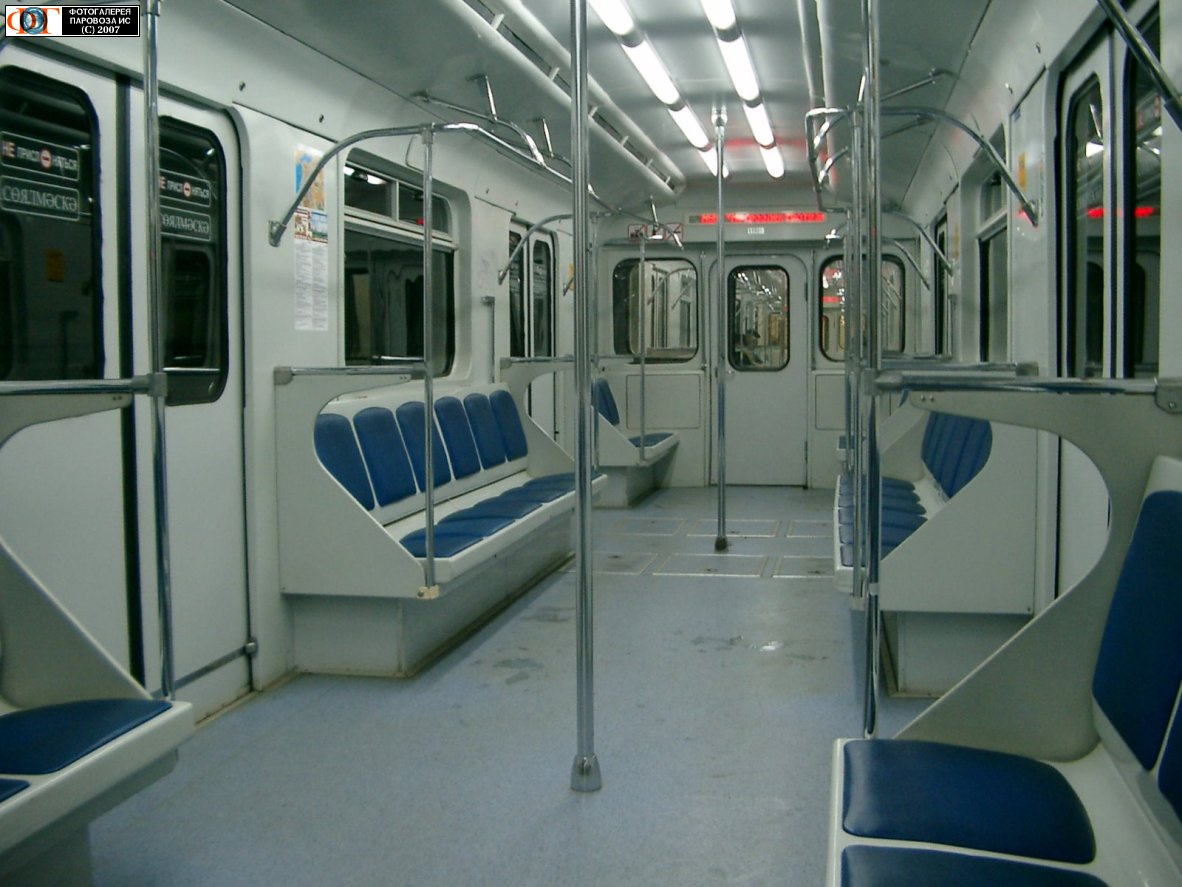
Інтер'єр метровагона «Казань»

До пуску першої черги Казанського метрополітену були закуплені вагони серії 81-553.3 (головні моторні), 81-554.3 (проміжні моторні), 81-555.3 (проміжні безмоторні) «Казань», виготовлені ЗАТ «Вагонмаш» в Санкт-Петербурзі у співпраці з фірмою Škoda Dopravní technika (Чехія, місто Пльзень) (остання надала асинхронний тяговий привід). Протягом 2005 року поставлено 5 складів з вагонів типу «Казань». Кожен потяг складається з чотирьох вагонів: два головних моторних, одного проміжного моторного і одного проміжного безмоторного, місткість кожного з яких — 250 чоловік. На рухомому складі встановлена модернізована версія системи автоведення «Рух» петербурзької розробки. У Казанському метрополітені проходять досліди по роботі рухомого складу повністю без участі машиністів (спочатку «Рух» була розрахована на роботу під контролем машиніста).

#### Метровагони «Русич»
У першому триместрі 2009 року для забезпечення пуску станції «Проспект Перемоги» другої ділянки, до Казані планувалося придбати вагони зовсім іншого типу. Вагони серії 81-740.1/81-741.1 «Русич» виробляються заводом ЗАТ «Метровагонмаш» в місті Митищі. Протягом 2009 року планувалося поставити 5 складів з вагонів типу «Русич». Кожен потяг складається з трьох двосекційний зчленованих моторних вагонів: два головних і одного проміжного, місткість кожного з яких — близько 350 чоловік. Державний контракт на постачання вагонів укладений не був, за непідтвердженою інформацією замість них будуть придбані вагони 81-55x.4.

#### Спеціальний рухомий склад
Для службової роботи (перегону вагонів, перевезення господарських вантажів, маневрових робіт) у Казанському метрополітені застосовуються контактно-акумуляторний електровоз 81-582 з асинхронним тяговим приводом і мотодрезина АГМУ-5583.
Контактно-акумуляторний електровоз типу 81-582 був переобладнаний з дослідного електровагону 81-560 «Ритор» і тому зовнішнім виглядом повторює пасажирський вагон, але на відміну від нього оснащений двома кабінами, а в його салоні знаходиться тягова акумуляторна батарея та інше обладнання для роботи, що не залежить від контактної рейки.
Перший аналогічний контактно-акумуляторний електровоз типу 81-580 був зроблений і введений в експлуатацію в 2002 році в Петербурзькому метрополітені.

### Електродепо
Електродепо першої і єдиної лінії Казанського метрополітену розташоване на танкодромі навпроти Казанської ярмарки. Воно займає територію в 20,5 гектара.
Будівля депо розраховане на 82 вагони. У перспективі після завершення будівництва другої і третьої ліній, для них будуть побудовані окремі електродепо — біля Азина і біля Оргсінтезу.
З'їзди до депо відходять від правого і лівого тунелів біля станції «Аметьєво» — в околиці вулиці Даурська.
Гейт із залізницею до запуску першої черги добудований не був, тому вагони транспортувалися в депо на волокуші зі станції Вахітова.
Крім розгалуження колій і ангарів отстійно-ремонтного корпусу, в депо так само є об'єднані з цехом майстерні для електровозів, так само є відділення для фарбування і камера мийки та обдування, адміністративно-побутова будівля з приміщеннями для управлінського та інженерного персоналу, їдальня, особисті приміщення, медичний пункт тощо. На території депо є відкриті і криті спортивні майданчики, торгові кіоски та інше.
На будівництво електродепо було витрачено 800 млн рублів.
Роботи зі створення архітектурного проєкту депо вела група архітекторів на чолі з О. Ф. Хісамовим з інституту «Казгражданпроект». Початковий аванпроєкт 1998 року і технічний робочий проєкт 2003 року були створені інститутом «Мінськметропроект». Безпосередньо будівництво було почате компанією «Казтранбуд» в 1999 році і закінчено в 2005.

### Інженерний корпус

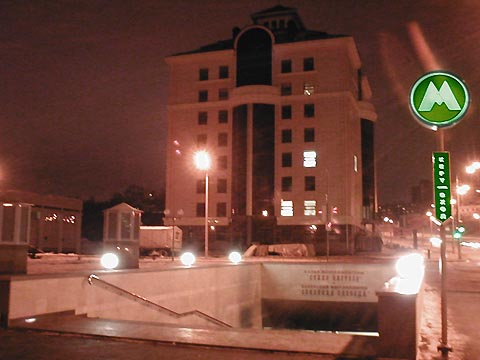
Інженерний комплекс Казанського метрополітену.

Інженерний корпус Казанського метрополітену розташований поруч зі станцією «Суконна слобода» по вулиці Есперанто, 8. У будівлі знаходиться управління метрополітену МУП казанського електротранспорту «Метроелектротранс» (в минулому МУП «Казанський метрополітен»). Інженерний корпус перебудований з будівлі, де раніше розташовувався діловий центр. Спочатку планувалося будувати нову будівлю силами компанії «Казтрансбуд» по робочому плану інституту «Казгражданпроект».

## Оплата проїзду
На станціях Казанського метро експлуатуються турнікети виробництва петербурзької фірми «Електронні системи» («ЕЛСІ»). Оплатити проїзд можна трьома способами:
Смарт-жетоном. Його необхідно опустити в пристрій згори турнікета. На одній стороні смарт-жетона є напис «1000 років Казані», на зворотному боці — абревіатура Казанського метрополітену. Термін дії смарт-жетонів — одну доба.
Безконтактною смарт-карткою. Її необхідно піднести до індикатора контролю турнікета, на відстані до п'яти сантиметрів, дані обробляються за 0,1 секунду. На смарт-картці зображені види сучасної і старої Казані.
Пасажирам, які хочуть придбати смарт-картку, необхідно сплатити заставну вартість у розмірі 45 рублів + вартість поїздок, що вони хочуть закодувати в картці. Термін дії — три місяці з моменту придбання. Після закінчення терміну дії смарт-картки пасажир може продовжити її, заплативши тільки за вартість проїзду. У разі відмови від смарт-картки пасажир може повернути її назад до каси, отримавши при цьому тому раніше внесену заставну суму. Приймається БСК тільки в хорошому стані протягом трьох місяців після закінчення терміну її дії.
Транспортна картка. Проєкт казанського муніципалітету і банку «Ак-Барс». Також є смарт-карткою, яка діє у всьому пасажирському транспорті міста Казані. Має пільгову і звичайну версію. У Казанському метрополітені діє пільговий тариф (без ліміту поїздок), тарифи «Єдиний» (50 поїздок), «Метро-трамвай-тролейбус» (50 поїздок), «Метро» (50 поїздок) і «Електронний гаманець».

## Майбутнє

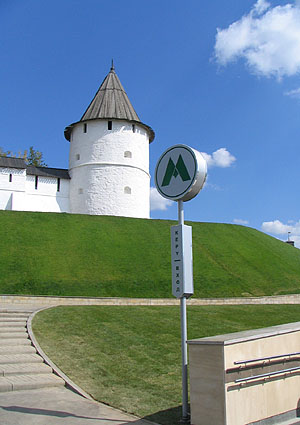
Символ Казанського метрополітену на тлі башти Кремля

У віддаленому майбутньому планується спорудження ще трьох нових гілок. Савінівської, Приволзької, Заноксінської.

### «Савінівська» лінія
Цю лінію планувалося відкрити в 2018 році ділянкою від московського ринку (станція «Яшьлек») до Савінова, але через відмову федерального уряду со-фінансувати проєкт цього не сталося. Після відкриття станції «Дібровна», планується почати будівництво південної частини лінії з чотирьох станцій, але через проблеми з фінансуванням конкретної дати відкриття ділянки немає.

## Стільниковий зв'язок
У Казанському метрополітені на всіх станціях працює мобільний зв'язок провідних операторів. Крім того, для забезпечення безперервності мобільного зв'язку тут вперше в Росії були прокладені спеціальні кабелі на всьому протязі тунелів.
Перший оператор — компанія «Білайн» надала свій зв'язок на центральних станціях вже через три місяці після відкриття метро, а через 1,5 року — повністю. До літа 2006 року скрізь запрацював зв'язок «Мегафона», а з літа 2007 — «МТС». На центральних станціях є пункти продажів цих операторів.